# 奥村展征
奥村 展征（おくむら のぶゆき、1995年5月26日 - ）は、滋賀県湖南市出身の元プロ野球選手（内野手、右投左打）。コーチ。

## 経歴

### プロ入り前

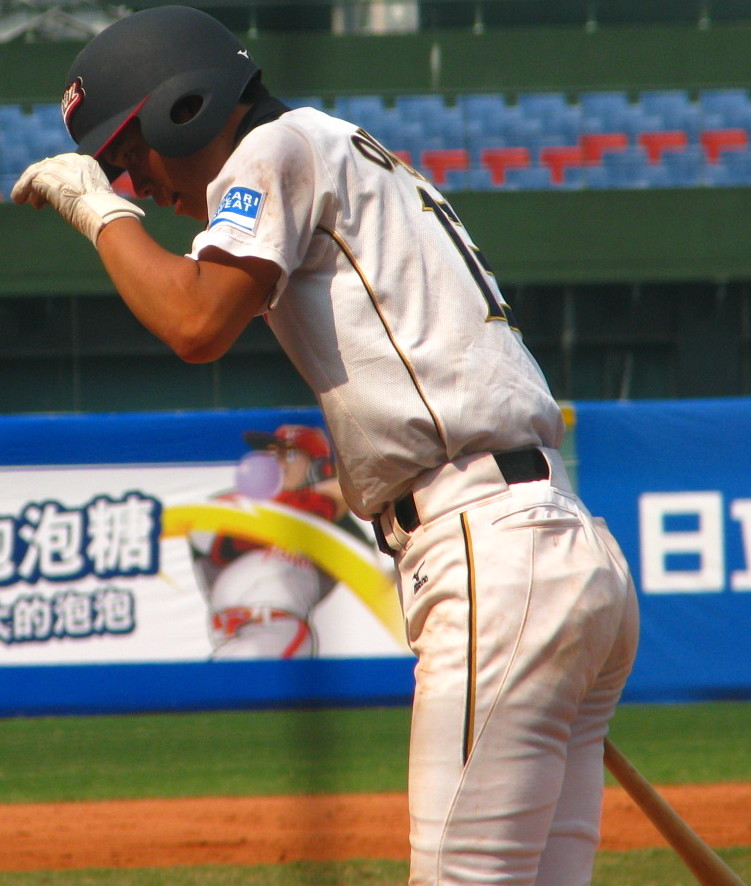
第26回AAA世界野球選手権大会にて
（2013年9月5日）

小学校1年生の時に「三雲東スポーツ少年団」で野球を始め、甲西中学校時代には「リトルシニア草津パンサーズ」に所属していた。中学校の同級生に西村凌がいる。
中学卒業を機に地元の滋賀県を離れ、日本大学山形高校へ進学。1年生の春から正二塁手に起用された。主将を務めた3年夏には、1学年後輩の中野拓夢と二遊間を組み、第95回全国選手権大会に出場すると準決勝にまで進出。自身は全4試合で4番・遊撃手で先発出場、11打数3安打3打点・打率.273という通算成績を残したほか、日大三高との2回戦では本塁打を打っている。さらに、大会後の8月に開かれた第26回18Uワールドカップにも日本代表の一員として出場すると対台湾戦とチェコ戦で適時打を記録。日大山形高校の選手として最後に出場した東京国体では、対前橋育英戦で迎えた高校最後の打席で本塁打を打った。
2013年10月24日に行われたドラフト会議にて、読売ジャイアンツから4位指名を受け、契約金4000万円、年俸540万円（金額は推定）という条件で入団。背番号は91。

### 巨人時代

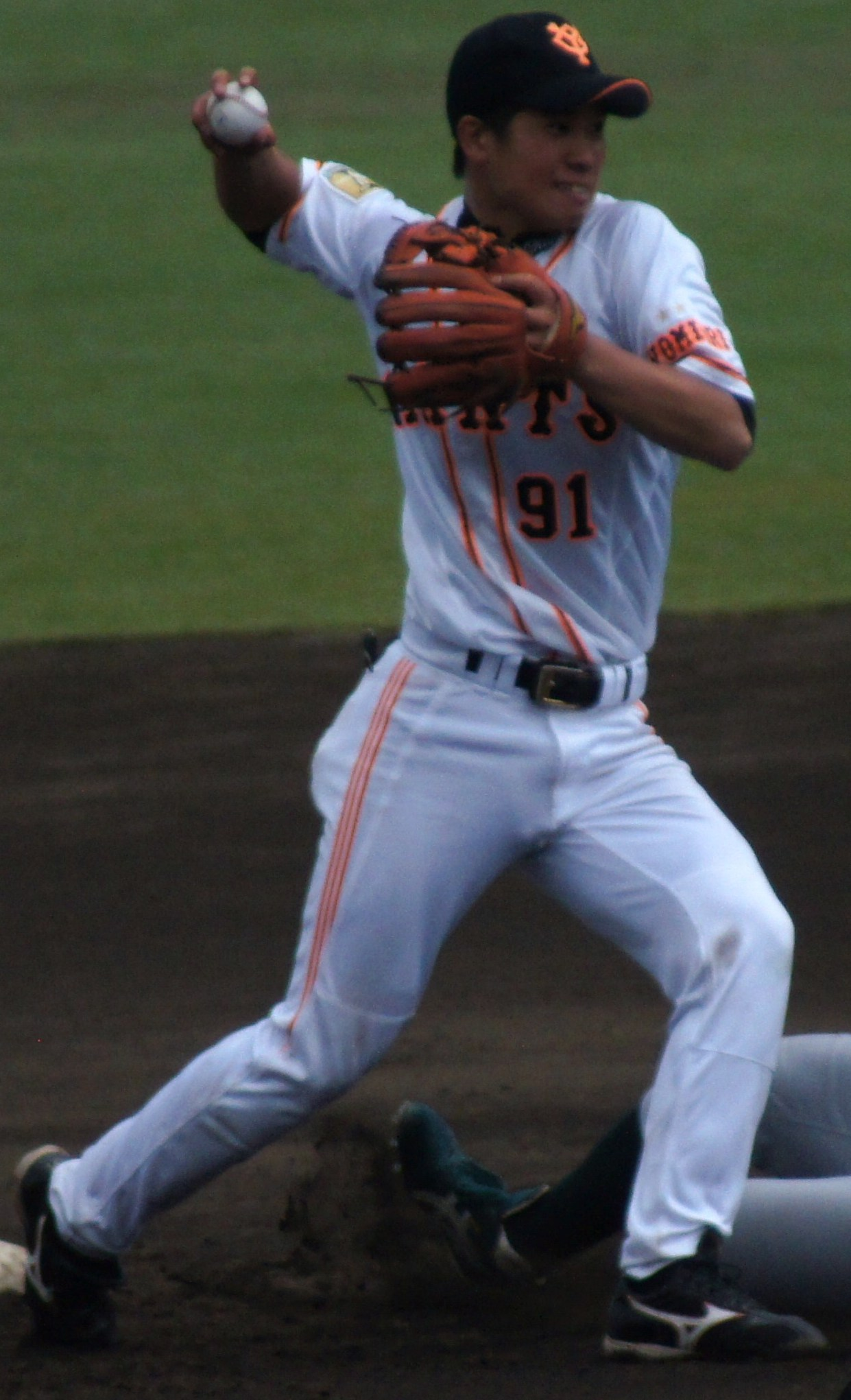
巨人時代
（2014年5月9日 読売ジャイアンツ球場）

ルーキーイヤーとなる2014年シーズンには、7月17日のフレッシュオールスターゲーム（長崎ビッグNスタジアム）にイースタン・リーグ選抜の一員とし、途中出場。同リーグ公式戦には86試合に出場。主に二塁を守りながら打率.212・2本塁打・20打点という成績を残した。

### ヤクルト時代
2015年1月、国内FA権で東京ヤクルトスワローズから巨人へ移籍した相川亮二の人的補償選手としてヤクルトへ移籍。背番号は56。NPBのFA制度で人的補償措置の対象になった選手としては最年少（19歳）で、この措置によるプロ2年目での移籍はNPB史上最短（当時）であった。奥村自身は、移籍の一報を自主トレーニング先の熊本県内で知らされたという。

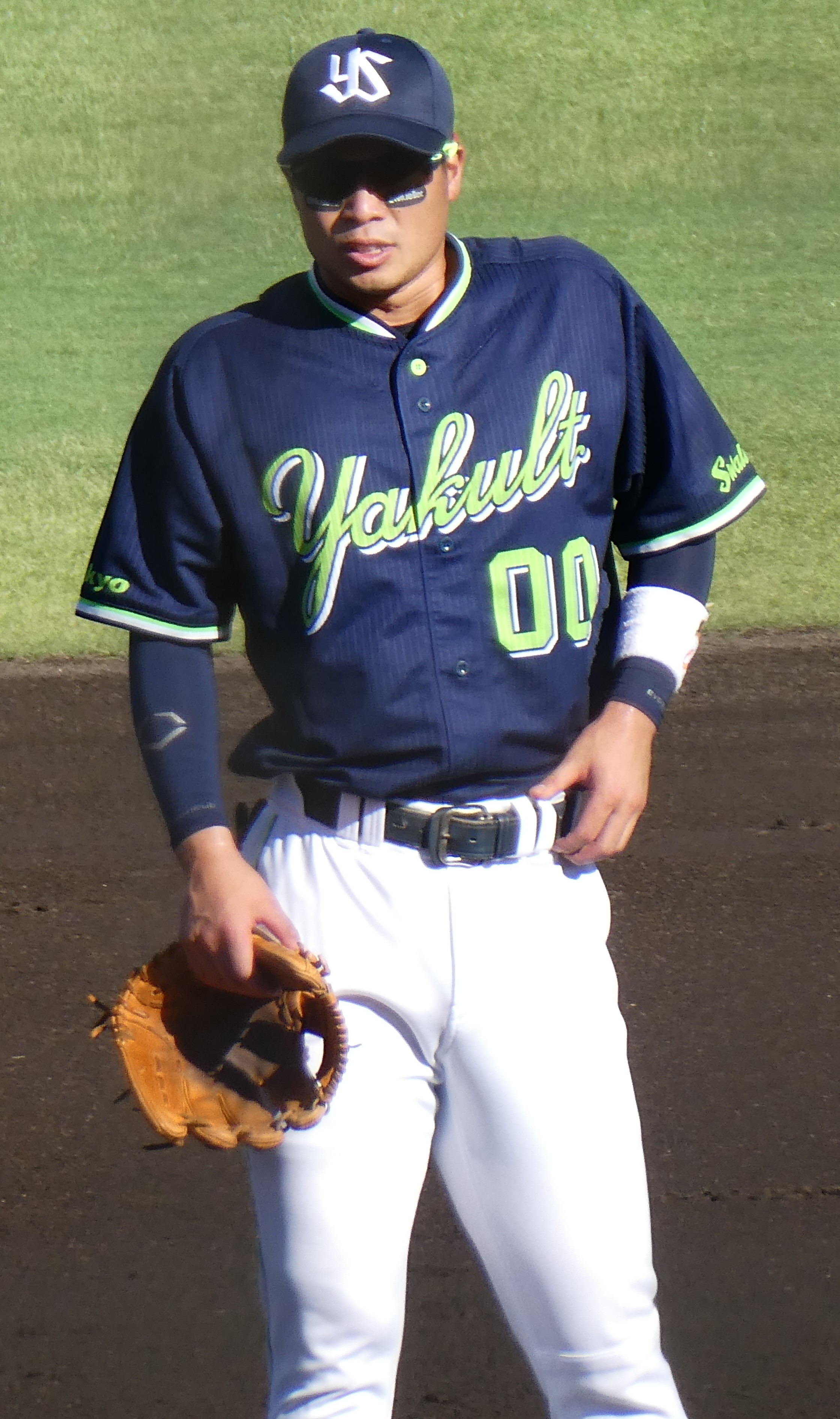
ヤクルト時代
（2021年8月10日 読売ジャイアンツ球場）

移籍1年目の2015年シーズンには、東北楽天ゴールデンイーグルスとのイースタン・リーグ公式戦（天童市スポーツセンター野球場）を控えていた4月26日に腰痛を発症。この試合に出場後は立位や着座姿勢にも支障を来すほど腰痛が悪化したため、以降は二軍を含めて公式戦出場の機会がなかった。病院で検査を繰り返しても正式な診断名が出ないほどの重症だった。イースタン・リーグ公式戦には26試合へ出場し、打率.211・0本塁打・4打点という成績であった。
2016年シーズンは、7月9日の対中日ドラゴンズ戦（明治神宮野球場）9回裏に中島彰吾の代打として一軍公式戦初出場。8月20日の対広島東洋カープ戦（MAZDA Zoom-Zoom スタジアム広島）では「7番・二塁手」として初めてスタメンに起用された。一軍公式戦には4試合の出場で無安打に終わった。
2017年シーズンは、7月11日の対巨人戦（東京ドーム）2回表の第1打席で菅野智之から一軍公式戦初安打を記録。7月13日のフレッシュオールスターゲーム（静岡県草薙総合運動場硬式野球場）には、イースタン・リーグ選抜の一員として自身2度目の出場を果たしている。後半戦以降一軍に定着し、一軍公式戦では通算で44試合に出場。打率.239・4打点・1盗塁を記録した。シーズン終了後には台湾で開かれたアジアウインターベースボールリーグで、NPBイースタン選抜の一員として出場。遊撃手としての出場が主であった。
2018年シーズンは、プロ入り初の開幕一軍を果たす。「7番・二塁手」としてスタメンに起用された10月4日の対阪神タイガース戦（阪神甲子園球場）では、同点の9回表二死で迎えた打席でラファエル・ドリスから一軍公式戦初本塁打を記録。この本塁打でチームを勝利へ導くとともに、チームとしては6年ぶりの阪神戦シーズン勝ち越しを確定させた。一軍公式戦では主に代打で起用されたが、前年を下回る32試合の出場で、通算打率も.220にとどまった。イースタン・リーグ公式戦では、75試合の出場で打率.281・9本塁打（チーム2位タイ）を記録。シーズン終了後の11月には、翌2019年から背番号を00に変更することが発表された。
2019年シーズンは、西浦直亨の故障や廣岡大志の不振の影響で主に遊撃手として出場。自己最多の74試合に出場したが打率は.199にとどまった。
2020年シーズンは、1月22日に高校時代の同級生と結婚したことを発表。しかし、シーズン開幕前の春季キャンプ中に下半身のコンディション不良を訴え途中離脱。3月12日に右膝の手術を受けた。11月1日の北海道日本ハムファイターズとのイースタン・リーグ公式戦（ファイターズ鎌ケ谷スタジアム）で実戦復帰したものの、2015年以来5年ぶりとなる一軍出場なしに終わり、イースタン・リーグ公式戦にも前述の1試合のみの出場に留まった。
2021年シーズンは16試合の出場に留まり、打率は1割を切った。
2022年は、43試合に出場。少ない出番ながら、同点適時打を放つなど随所で輝きをみせた。
2023年は、3試合に出場し4打数2安打の成績で、10月31日に球団から戦力外通告を受け、11月10日に自身のInstagramで現役引退を表明した。

### 現役引退後
2023年11月13日、2024年から東北楽天ゴールデンイーグルスの二軍内野守備走塁コーチを務めることが発表された。背番号は92。

## 選手としての特徴・人物
- 堅実な守備と俊足が持ち味[40]。50m走のタイム6秒0[41]、一塁到達は4.2秒前後を記録している[42]。打撃ではミート力が高い[43]。怪我を恐れない全力プレーが信条[44]。元気で明るい人柄も売りで、ベンチでは常に大きな声を出し[45]、状況関係なくチームを鼓舞している[44]。
- 愛称は「ノブ」[46]、「おっくん」[44]、「だっくす」[47]。
- 祖父の奥村展三は滋賀県立甲賀高校（現在の滋賀県立水口高校）野球部監督としてチームを第40回選抜高等学校野球大会出場へ導いた後、滋賀県議会議員・参議院議員・衆議院議員を歴任。民主党所属の衆議院議員時代には野田佳彦内閣で文部科学副大臣を務めた。また実父の伸一は、滋賀県立甲西高校3年生だった1986年に第68回全国高等学校野球選手権大会へ出場。卒業後は近畿大学野球部・プリンスホテル野球部でのプレーを経て、2019年まで母校・甲西高校の硬式野球部監督を務めた[48]。伸一も展征も、高校時代には阪神甲子園球場での選手権全国大会で本塁打を記録しており[1]、展征はNPBでもヤクルト時代の2018年に同球場で一軍公式戦初本塁打を打っている。
- 日大山形高校時代の監督・荒木準也やヤクルトOBの宮本慎也は、いずれも実父・伸一のプリンスホテル時代のチームメイトである[49]。展征自身も、宮本を目標の選手に挙げており[49]、高校3年時に山形でヤクルトの一軍公式戦が開かれた際に宮本と対面[49]。巨人と仮契約を結んだ際には「宮本さんのように、数字も残して、誰から見ても一流だと言われる選手になりたい」というコメントを残した[15]。ヤクルト移籍後の2018・2019年には、宮本が一軍ヘッドコーチとして同球団に復帰していたことから、一軍で宮本から指導を受けている[50]。
- 2021年5月27日、第1子が誕生[51]。

## 詳細情報

### 年度別打撃成績
| 年 度     | 球 団     | 試 合 | 打 席 | 打 数 | 得 点 | 安 打 | 二 塁 打 | 三 塁 打 | 本 塁 打 | 塁 打 | 打 点 | 盗 塁 | 盗 塁 死 | 犠 打 | 犠 飛 | 四 球 | 敬 遠 | 死 球 | 三 振 | 併 殺 打 | 打 率 | 出 塁 率 | 長 打 率 | O P S |
| --------- | --------- | ----- | ----- | ----- | ----- | ----- | -------- | -------- | -------- | ----- | ----- | ----- | -------- | ----- | ----- | ----- | ----- | ----- | ----- | -------- | ----- | -------- | -------- | ----- |
| 2016      | ヤクルト  | 4     | 8     | 6     | 0     | 0     | 0        | 0        | 0        | 0     | 0     | 0     | 0        | 0     | 0     | 2     | 0     | 0     | 2     | 1        | .000  | .250     | .000     | .250  |
| 2017      | ヤクルト  | 44    | 125   | 113   | 12    | 27    | 4        | 0        | 0        | 31    | 5     | 1     | 1        | 1     | 1     | 9     | 0     | 1     | 33    | 3        | .239  | .298     | .274     | .573  |
| 2018      | ヤクルト  | 32    | 46    | 41    | 6     | 9     | 1        | 0        | 1        | 13    | 4     | 0     | 0        | 1     | 1     | 3     | 0     | 0     | 10    | 0        | .220  | .267     | .317     | .584  |
| 2019      | ヤクルト  | 74    | 195   | 166   | 15    | 33    | 8        | 1        | 1        | 46    | 12    | 0     | 2        | 10    | 0     | 16    | 1     | 3     | 47    | 2        | .199  | .281     | .277     | .558  |
| 2021      | ヤクルト  | 16    | 21    | 20    | 0     | 1     | 0        | 0        | 0        | 1     | 0     | 0     | 0        | 0     | 0     | 1     | 0     | 0     | 5     | 1        | .050  | .095     | .050     | .145  |
| 2022      | ヤクルト  | 43    | 44    | 41    | 5     | 6     | 0        | 0        | 0        | 6     | 2     | 0     | 0        | 1     | 0     | 2     | 0     | 0     | 16    | 0        | .146  | .186     | .146     | .332  |
| 2023      | ヤクルト  | 3     | 5     | 4     | 2     | 2     | 1        | 0        | 0        | 3     | 1     | 0     | 0        | 0     | 1     | 0     | 0     | 0     | 2     | 0        | .500  | .400     | .750     | 1.150 |
| 通算：7年 | 通算：7年 | 216   | 444   | 391   | 40    | 78    | 14       | 1        | 2        | 100   | 24    | 1     | 3        | 13    | 3     | 33    | 1     | 4     | 115   | 7        | .199  | .267     | .256     | .523  |

### 年度別守備成績
| 年 度 | 球 団    | 一塁  | 一塁  | 一塁  | 一塁  | 一塁  | 一塁     | 二塁  | 二塁  | 二塁  | 二塁  | 二塁  | 二塁     | 三塁  | 三塁  | 三塁  | 三塁  | 三塁  | 三塁     | 遊撃  | 遊撃  | 遊撃  | 遊撃  | 遊撃  | 遊撃     | 外野  | 外野  | 外野  | 外野  | 外野  | 外野     |
| 年 度 | 球 団    | 試 合 | 刺 殺 | 補 殺 | 失 策 | 併 殺 | 守 備 率 | 試 合 | 刺 殺 | 補 殺 | 失 策 | 併 殺 | 守 備 率 | 試 合 | 刺 殺 | 補 殺 | 失 策 | 併 殺 | 守 備 率 | 試 合 | 刺 殺 | 補 殺 | 失 策 | 併 殺 | 守 備 率 | 試 合 | 刺 殺 | 補 殺 | 失 策 | 併 殺 | 守 備 率 |
| ----- | -------- | ----- | ----- | ----- | ----- | ----- | -------- | ----- | ----- | ----- | ----- | ----- | -------- | ----- | ----- | ----- | ----- | ----- | -------- | ----- | ----- | ----- | ----- | ----- | -------- | ----- | ----- | ----- | ----- | ----- | -------- |
| 2016  | ヤクルト | -     | -     | -     | -     | -     | -        | 2     | 7     | 3     | 0     | 0     | 1.000    | -     | -     | -     | -     | -     | -        | -     | -     | -     | -     | -     | -        | -     | -     | -     | -     | -     | -        |
| 2017  | ヤクルト | 1     | 7     | 0     | 0     | 1     | 1.000    | -     | -     | -     | -     | -     | -        | 7     | 2     | 4     | 0     | 2     | 1.000    | 32    | 36    | 69    | 3     | 11    | .972     | -     | -     | -     | -     | -     | -        |
| 2018  | ヤクルト | 1     | 0     | 0     | 0     | 0     | .---     | 6     | 3     | 12    | 0     | 2     | 1.000    | 10    | 3     | 6     | 0     | 2     | 1.000    | 1     | 0     | 0     | 0     | 0     | .---     | -     | -     | -     | -     | -     | -        |
| 2019  | ヤクルト | -     | -     | -     | -     | -     | -        | 1     | 0     | 1     | 0     | 0     | 1.000    | 1     | 0     | 0     | 1     | 0     | .000     | 64    | 94    | 150   | 7     | 35    | .972     | -     | -     | -     | -     | -     | -        |
| 2021  | ヤクルト | -     | -     | -     | -     | -     | -        | 3     | 2     | 6     | 0     | 1     | 1.000    | 13    | 2     | 3     | 0     | 1     | 1.000    | -     | -     | -     | -     | -     | -        | -     | -     | -     | -     | -     | -        |
| 2022  | ヤクルト | 3     | 2     | 0     | 0     | 0     | 1.000    | 26    | 13    | 30    | 0     | 3     | 1.000    | 8     | 1     | 3     | 0     | 0     | 1.000    | 2     | 1     | 1     | 0     | 1     | 1.000    | 1     | 0     | 0     | 0     | 0     | .---     |
| 2023  | ヤクルト | 1     | 0     | 0     | 0     | 0     | .---     | 2     | 0     | 2     | 0     | 0     | 1.000    | -     | -     | -     | -     | -     | -        | -     | -     | -     | -     | -     | -        | 1     | 0     | 0     | 0     | 0     | .---     |
| 通算  | 通算     | 6     | 9     | 0     | 0     | 1     | 1.000    | 40    | 25    | 54    | 0     | 3     | 1.000    | 39    | 8     | 16    | 1     | 5     | .960     | 99    | 131   | 220   | 10    | 47    | .972     | 2     | 0     | 0     | 0     | 0     | .---     |

### 記録
初記録
- 初出場：2016年7月9日、対中日ドラゴンズ14回戦（明治神宮野球場）、9回裏に中島彰吾の代打で出場
- 初打席：同上、9回裏に福谷浩司から二ゴロ
- 初先発出場：2016年8月20日、対広島東洋カープ19回戦（MAZDA Zoom-Zoom スタジアム広島）、7番・二塁手で先発出場
- 初安打：2017年7月11日、対読売ジャイアンツ12回戦（東京ドーム）、2回表に菅野智之から左前安打
- 初打点：2017年8月25日、対横浜DeNAベイスターズ19回戦（明治神宮野球場）、7回裏に田中健二朗から左前適時打
- 初盗塁：2017年10月1日、対中日ドラゴンズ25回戦（明治神宮野球場）、5回裏に二盗（投手：伊藤準規、捕手：松井雅人）
- 初本塁打：2018年10月4日、対阪神タイガース23回戦（阪神甲子園球場）、9回表にラファエル・ドリスから右越ソロ

### 背番号
- 91（2014年）
- 56（2015年 - 2018年）
- 00（2019年 - 2023年）
- 92（2024年 - ）

### 登場曲
- 「東京 (eyeronソロ)」Sonar Pocket（2014年）
- 「Mmm Yeah (feat. Pitbull)」オースティン・マホーン（2015年 - 2016年）
- 「Fight Song」Rachel Platten（2017年 - ）

### 代表歴
- 2017アジアウインターベースボールリーグ：NPBイースタン選抜[28]